# Huang Yuting (triatleta)
Huang Yuting (1995) es una deportista china que compite en triatlón. Ganó una medalla de bronce en los Juegos Asiáticos de 2014 en la prueba de relevo mixto.

## Palmarés internacional
| Juegos Asiáticos | Juegos Asiáticos        | Juegos Asiáticos  | Juegos Asiáticos |
| Año              | Lugar                   | Medalla           | Prueba           |
| ---------------- | ----------------------- | ----------------- | ---------------- |
| 2014             | Incheon (Corea del Sur) | Medalla de bronce | Relevo mixto     |